# Graniczna (Duszniki-Zdrój)
Graniczna – część miasta Duszniki-Zdrój, położona w województwie dolnośląskim, w powiecie kłodzkim.

## Położenie
Graniczna to dawna wieś, a obecnie południowa część Dusznik-Zdroju leżąca w dolinie potoku Podgórna oraz na zboczach okolicznych wzniesień, na wysokości około 620–800 m n.p.m.

## Podział administracyjny
W latach 1975–1998 miejscowość administracyjnie należała do województwa wałbrzyskiego.

## Historia
Graniczna powstała najprawdopodobniej pod koniec XVI lub na początku XVII wieku na terenach należących do dawnego państewka homolskiego. W 1747 roku mieszkało tu 12 zagrodników i chałupników, a w 1765 15 zagrodników. Część mieszkańców trudniła się tkactwem, a część pracowała w lasach. W 1840 roku wieś należała już do Dusznik-Zdroju, były tam wtedy 23 budynki oraz młyn wodny tartak, cegielnia, gorzelnia, wapiennik i kamieniołom. W XIX wieku miejscowość była uczęszczana przez turystów, udających się do Zieleńca i na Orlicę. Na początku XX wieku powstała tu gospoda, a później schronisko młodzieżowe. Po 1945 roku Graniczna pozostała wsią rolniczą, z czasem zaczęły tutaj powstawać ośrodki wczasowe i kolonijne. W 1986 roku zbudowano na stoku Sołtysiej Kopy wyciąg orczykowy o długości 680 metrów.

## Szlaki turystyczne
Przez Graniczną przechodzi  szlak turystyczny z Dusznik-Zdroju do Zieleńca.